# جيك ارين
جيك ارين هو دبلوماسي كندي، ولد في 10 أبريل 1921 في Kent County, Ontario ‏ في كندا، وتوفي في 1 أبريل 2008 في أوتاوا في كندا.